# Helmut Jonas
Helmut Jonas (* 4. Dezember 1924) ist ein ehemaliger deutscher Fußballspieler und -trainer.

## Karriere

### Spieler
Jonas war von 1950 bis 1959 Mittelfeldspieler des BFC Viktoria 1889 und kam in dieser Zeit in der Vertragsliga Berlin, als eine von fünf höchsten Spielklassen in Westdeutschland, zum Einsatz. Aus dieser mit seiner Mannschaft 1955 und 1956 als Meister hervorgegangen, war diese jeweils für die Endrunde um die Deutsche Meisterschaft qualifiziert. Er bestritt alle sechs Vorrundenspiele der Gruppe 1, wobei er am 15. Mai 1955 im Olympiastadion Berlin bei der 1:2-Niederlage gegen den 1. FC Kaiserslautern debütierte; ohne Punktgewinn und bei einem Torverhältnis von 4:23 schied er mit seiner Mannschaft aus der Endrunde aus. Im Jahr darauf bestritt er fünf der sechs Vorrundenspiele der Gruppe 2; mit zwei erkämpften Remis und einem Torverhältnis von 7:21 belegte seine Mannschaft den letzten Platz. Nachdem er mit dem BFC Viktoria 1889 am 28. Juni 1953 im Poststadion das Berliner Pokal-Finale gegen den Berliner SV 1892 mit 4:2 gewonnen hatte, kam er auch im Wettbewerb um den DFB-Pokal zum Einsatz, verlor jedoch am 1. August 1953 im Müngersdorfer Stadion das Viertelfinale mit 2:3 gegen den 1. FC Köln.
Die Saison 1959/60, seine letzte, bestritt er für den SV Norden-Nordwest, der seine Premiere in die Vertragsliga Berlin mit dem Abstieg in die 1. Amateurliga beenden musste.

### Trainer
Jonas führte ab der Saison 1964/65 den TuS Wannsee aus der 2. Berliner Amateurklasse bis in die seinerzeit zweithöchste deutsche Spielklasse, die Regionalliga Berlin. Die Spielzeit 1969/70 beendete der Liga-Neuling auf einem beachtlichen neunten Tabellenplatz. Er wechselte für ein Jahr als Trainer zum 1. FC Neukölln, ehe er 1971/72 zum FV Wannsee zurückkehrte, jedoch den Abstieg am Saisonende nicht verhindern konnte. 1975 folgte er Horst Nußbaum als Trainer der Frauenfußballmannschaft von Tennis Borussia Berlin, die er zur Berliner Meisterschaft und am 20. Juni 1976 ins Finale um die Deutsche Meisterschaft führte. Das im Siegener Leimbachstadion gegen den FC Bayern München vor 3700 Zuschauern ausgetragene Spiel wurde mit 2:4 n. V. verloren.

## Erfolge
Spieler
- Berliner Meister 1955, 1956
- Berliner Pokal-Sieger 1953

Trainer
- Finalist Deutsche Meisterschaft 1976
- Berliner Meister 1976